# Meat Puppet (jeu vidéo)
Pour les articles homonymes, voir Meat puppet (homonymie).
Meat Puppet est un jeu vidéo d'action développé par Kronos Digital Entertainment et édité par Playmates, sorti en 1997 sur Windows.

## Système de jeu
Le gameplay est proche de celui de la série Crusader.

## Accueil
- PC Jeux : 57 %[1]